# Delia ancylosurstyla
Delia ancylosurstyla este o specie de muște din genul Delia, familia Anthomyiidae, descrisă de Xue în anul 2002.
Este endemică în Gansu. Conform Catalogue of Life specia Delia ancylosurstyla nu are subspecii cunoscute.